# Spellemannprisen 1988
Der Spellemannpris 1988 war die 17. Ausgabe des norwegischen Musikpreises Spellemannprisen. Die Nominierungen berücksichtigten Veröffentlichungen des Musikjahres 1988. Die Preisverleihung fand am 25. Februar 1989 im Oslo Konserthus statt. Durch den Abend führte die Sängerin Torhild Sivertsen. Die Veranstaltung wurde vom Norsk rikskringkasting (NRK) übertragen. Es gab Live-Auftritte von unter anderem Wenche Myhre und Hanne Krogh. In der Kategorie „Årets Spellemann“ wurde Det Norske Kammerorkester ausgezeichnet.

## Gewinner
| Kategorie                                                              | Gewinner                              | Werk                        |
| ---------------------------------------------------------------------- | ------------------------------------- | --------------------------- |
| Folkemusikk/Gammaldans (Volksmusik/Gammaldans)                         | Kirsten Bråten Berg                   | Min kvedarlund              |
| Klassisk Musikk/Samtidsmusikk (Klassische Musik/zeitgenössische Musik) | Det Norske Kammerorkester             | Britten/Mozart/Tsjaikovski  |
| Spesialpris (Spezialpreis)                                             | Harald Sæverud                        | –                           |
| Visesang (Weisengesang)                                                | Geirr Lystrup                         | Egg og Champagne            |
| Åpen Klasse (Offene Klasse)                                            | Arve Tellefsen                        | Pan                         |
| Årets Barneplate (Kinderplatte des Jahres)                             | Tone Hulbæk Mo, Hans Fredrik Jacobsen | Langt nord i skogen         |
| Årets Country-plate (Country-Platte des Jahres)                        | Ottar Johansen                        | Game of hearts              |
| Årets Jazz-Plate (Jazz-Platte des Jahres)                              | Oslo 13                               | Off balance                 |
| Årets Pop-Plate (Pop-Platte des Jahres)                                | Dance with a Stranger                 | Dance with a stranger       |
| Årets Rock-Plate (Rock-Platte des Jahres)                              | DumDum Boys                           | Blodig alvor na na na na na |
| Årets Spellemann (Spellemann des Jahres)                               | Det Norske Kammerorkester             | Britten/Tsjaikovski/Mozart  |

## Nominierte
Folkemusikk/Gammaldans
- Honndalstausene: Honndalstausene
- Kirsten Bråten Berg: Min kvedarlund
- Ulens Kvintett: Elvesøg

Klassisk Musikk/Samtidsmusikk
- Det Norske Kammerorkester: Britten/Mozart/Tsjaikovski
- Oslo Filharmoniske Orkester: Johan Svendsen symfoni nr. 1 & 2
- Truls Mørk, Juhani Lagerspetz: Brahms' Cellosonater

Visesang
- Geirr Lystrup: Egg og Champagne
- Lillebjørn Nilsen: Sanger
- Solfrid Hoff: Prinsessa i Tårnet

Åpen Klasse
- Arve Tellefsen: Pan
- Einar Steen Nøkleberg, Knut Buen: Slåtter
- Sigmund Groven: Aria

Årets Barneplate
- Eli & Terje: Jul i Portveien
- Maj Britt Andersen: Folk er rare! 2!
- Tone Hulbæk Mo, Hans Fredrik Jacobsen: Langt nord i skogen

Årets Country-plate
- Jan Dahlen: Hillbilly touch
- Ottar Johansen: Game of hearts
- Stephen Ackles And The Memphis News: Stephen Ackles And The Memphis News

Årets Jazz-Plate
- Jan Erik Vold, Chet Baker: Blåmann! Blåmann!
- Oslo 13: Off balance
- Out to lunch: Out to lunch

Årets Pop-Plate
- A-ha: Stay on these roads
- Bjørn Eidsvåg: Vertigo
- Dance with a Stranger: Dance with a stranger

Årets Rock-Plate
- DumDum Boys: Blodig alvor na na na na na
- Mercury Motors: This Is
- Raga Rockers: Forbudte følelser

Årets Spellemann
- Dance with a Stranger: Dance with a stranger
- Det Norske Kammerorkester: Britten/Tsjaikovski/Mozart
- Jahn Teigen: Klovn uten scene